# Gabriella Dorio
Gabriella Dorio, po mężu Spigarolo (ur. 27 czerwca 1957 w Veggiano) – włoska lekkoatletka, specjalizująca się w biegach średniodystansowych, trzykrotna uczestniczka igrzysk olimpijskich w latach 1976, 1980 i 1984, złota medalistka olimpijska z 1984 z Los Angeles, w biegu na 1500 metrów. Sukcesy osiągała również w biegach przełajowych.

## Finały olimpijskie
- 1976 – Montreal, bieg na 1500 m – VI miejsce
- 1980 – Moskwa, bieg na 800 m – VIII miejsce
- 1980 – Moskwa, bieg na 1500 m – IV miejsce
- 1984 – Los Angeles, bieg na 800 m – IV miejsce
- 1984 – Los Angeles, bieg na 1500 m – złoty medal

## Inne osiągnięcia
- wielokrotna mistrzyni Włoch:
  - w biegu na 800 m – 1974, 1975, 1976, 1980, 1981, 1982, 1983
  - w biegu na 1500 m – 1973, 1976, 1977, 1978, 1979, 1980, 1981, 1982, 1983, 1984
  - w biegach przełajowych (na długim dystansie) – 1976, 1983[1]
  - w biegu na 800 m (hala) – 1978, 1979
  - w biegu na 1500 m (hala) – 1982, 1983[2]
- 1975 – Algier, igrzyska śródziemnomorskie – dwa srebrne medale: w biegach na 800 m i 1500 m
- 1975 – Ateny, mistrzostwa Europy juniorów – brązowy medal w biegu na 1500 m
- 1976 – Chepstow, mistrzostwa świata w biegach przełajowych – brązowy medal (indywidualnie)
- 1979 – Split, igrzyska śródziemnomorskie – dwa medale: złoty w biegu na 800 m oraz srebrny w biegu na 1500 m
- 1981 – Bukareszt, uniwersjada, dwa medale: złoty w biegu na 1500 m oraz srebrny w biegu na 800 m
- 1982 – Mediolan, halowe mistrzostwa Europy – złoty medal w biegu na 1500 m
- 1982 – Ateny, mistrzostwa Europy – brązowy medal w biegu na 1500 m
- 1983 – Edmonton, uniwersjada – złoty medal w biegu na 1500 m
- 1991 – Ateny, igrzyska śródziemnomorskie – brązowy medal w biegu na 1500 m

## Rekordy życiowe
- bieg na 800 m – 1:57,66 – Piza 05/07/1980
- bieg na 1000 m – 2:33,2 – Formia 28/08/1982
- bieg na 1500 m – 3:58,65 – Tirrenia 25/08/1982
- bieg na milę – 4:23,29 – Viareggio 14/08/1980